# Индивидуальные рекорды КХЛ
Индивидуальные рекорды КХЛ — список рекордов и антирекордов игроков Континентальной хоккейной лиги в регулярных сезонах.

## Сезоны
- Больше всего сезонов:
- Больше всего плей-офф:

## Игры
- Больше всего игр: Вадим Шипачёв , 1007 матчей
- Больше всего игр, включая плей-офф: Кирилл Семёнов (22/23), 92 матча
- Больше всего игр в плей-офф: Мэтт Андерсон, 108 матчей
- Больше всего игр в регулярном сезоне: Наиль Якупов (24/25) 70 матчей, Кирилл Семёнов (22/23, 23/24, 24/25), по 68 матчей

## Кубки Гагарина
- Больше всего Кубков Гагарина в качестве игрока: 5 Данис Зарипов (2009, 2010, 2014, 2016, 2018)

- Больше всего Кубков Гагарина в качестве тренера: 3 Олег Знарок (2012,2013, 2017), 3 Зинэтула Билялетдинов (2009, 2010, 2018)

## Шайбы
- Больше всего шайб в регулярных сезонах за карьеру: Сергей Мозякин 300
- Больше всего шайб в плей-офф за карьеру: Сергей Мозякин 58
- Больше всего шайб в регулярных сезонах и плей-офф за карьеру: Сергей Мозякин 358
- Больше всего шайб в одном регулярном сезоне: Джошуа Ливо (24/25) 49
- Больше всего шайб в одном плей-офф: Евгений Дадонов (14/15)  Данис Зарипов (16/17) 15
- Больше всего шайб в одном сезоне, включая плей-офф: Сергей Мозякин (16/17) 55
- Больше всего шайб за 40 игр с начала сезона:
- Самые быстрые 20 шайб с начала сезона: Найджел Доус (17/18), 23 игры
- Больше всего шайб в одной игре: Алексей Морозов (08/09) 5; Даниил Сероух (24/25) 5
- Больше всего шайб в одной игре регулярного сезона: Алексей Морозов (08/09) 5; Даниил Сероух (24/25) 5
- Больше всего шайб в одной игре плей-офф: Михаил Анисин (11/12) 3, 03.04.2012 г. «Динамо» — «СКА»; Анатолий Голышев (23/24) 3, 04.03.2024 г. «Автомобилист» — «Ак Барс»; Скот Уилсон (24/25) 3, 29.03.2025 г. «Салават Юлаев» - «Сибирь»; Адам Ружичка (24/25) 3, 13.04.2025 г. «Салават Юлаев» - «Спартак».
- Больше всего шайб за период:

## Передачи
- Больше всего передач в регулярном сезоне за карьеру: Вадим Шипачёв 551
- Больше всего передач в играх плей-офф за карьеру: Вадим Шипачёв  87
- Больше всего передач в одном регулярном сезоне: Никита Гусев (23/24), 66
- Больше всего передач в одном плей-офф: Сергей Мозякин, Крис Ли («Металлург» Мг, 2014), 20
- Больше всего передач за игру:
- Больше всего передач за период:
- Наибольшее количество хет-триков в одном регулярном сезоне: Джошуа Ливо (24/25) 4

## Очки
- Больше всего очков за всю историю: Вадим Шипачëв 954 (293+657)
- Больше всего очков в регулярном сезоне за карьеру: Сергей Мозякин 597
- Больше всего очков в играх плей-офф за карьеру: Сергей Мозякин 142
- Больше всего очков в одном сезоне: Сергей Мозякин (16/17) 109
- Больше всего очков в регулярном сезоне: Никита Гусев (23/24), 89 (23+66)
- Больше всего очков за игру[1]: Альберт Лещёв («Атлант»), Брэндон Боченски («Барыс»), Райан Гундерсон («Йокерит»), Александр Радулов, Стефан Да Коста (оба — ЦСКА), Илья Ковальчук и Никита Гусев (оба — СКА), Никита Михайлис («Металлург» Магнитогорск) 6 Скотт уилсон(Салават Юлаев)
- Больше всего очков за период:

## Самые быстрые голы
- Самый быстрый гол с начала игры: Александр Елесин (10 декабря 2017 года), 5-я секунда матча
- Самый быстрый гол с начала периода: Даниил Вовченко (26 марта 2025 года), 3-я секунда периода
- Самый быстрый гол в ОТ:

## Самые поздние голы
- Самый поздний гол в основное время: Атте Охтамаа (22 февраля 2017 года), 59 минут 59 секунд (за 0,02 секунды до сирены).
- Самый поздний гол в основное время плей-офф: Адам Ружичка ( 13 апреля 2025 года), 59 минут 59 секунд (за 0,02 секунды до сирены).

- Самый поздний гол в дополнительное время плей-офф: Мика Ниеми (22 марта 2018 года), 142 минуты 9 секунд (пятый овертайм).